# Цена исполнения
Цена исполнения (англ. exercise price), или цена страйк (англ. strike price), — цена, установленная в опционе, по которой покупатель опциона может купить (при опционе колл) или продать (при опционе пут) базовый актив по действующему опциону, а продавец опциона соответственно обязан продать или купить соответствующее количество базового актива.
В зависимости от соотношения цены исполнения и рыночной цены опцион может быть при своих, без денег или при деньгах.